# 天界の殺戮
『天界の殺戮』（てんかいのさつりく、英：Anvil of Stars）はアメリカの作家グレッグ・ベアによるSF小説。『天空の劫火』の続編  。1993年にWarner Booksによって最初に出版された。邦訳は1994年10月20日に早川書房から上下分割で出版された。翻訳は岡部宏之、カバーイラストは加藤直之、解説は小川隆が担当した。

## 概要
小説では、破壊されたばかりの地球の生存者の中から選ばれた少年少女達が、《保護者》と呼ばれる正体を隠した異星種族の支援を受け、地球を破壊した機械を創り出した文明の《殺戮者》を探し出し破壊する旅に出る。《保護者》の法律では「自己複製殺戮機械の製造に関連したすべての知性の破壊」が求められていた。物語は前作『天空の劫火』の主要登場人物であったアーサー・ゴードンの息子のマーティン・ゴードンの視点で書かれている。マーティンはパンと呼ばれるリーダーを務めており、道徳的な重責を背負うことになる。しかし、彼の次にリーダーの任を継いだハンスは、復讐の《仕事》を終えることをためらわなかった 。 

## プロット
小説にはいくつかのテーマが織り交ぜられている。1つは正義のコストである。地球を滅ぼした種族（および後に明らかになる他の種族）を殺戮することは、単純な復讐のかたちかもしれない。自己複製殺戮機械を創り出した種族《殺戮者》は、膨大な技術的リソースに加えて、恐ろしい生命の盾を創り出し備えていた。《殺戮者》は何百もの知性ある種族を生み出し、惑星に住まわせ、その星系は息をのむような複雑さと美しさの文化が絡み合っていた。殺戮という名の正義の執行は、かつて殺戮された惑星の子供たちに委ねられる。 
リヴァイアサン星系が破壊されると、《殺戮者》は実際にはまだ星系内に身を隠しており、他の種族を滅ぼすために自己複製機械の艦隊を製造し続けていたことが明らかになる。しかし、《殺戮者》が破壊され、正義の執行が果たされたために、無実の可能性が高かった何兆もの生命達は死ななければならなかった。乗組員の若者達は、彼らの仕事が完了したという安心感と、自分たちの行いは《殺戮者》たちとほとんど異なるところがないという罪悪感の間で引き裂かれたままになっていた。 

## 登場人物

### 地球人の子ども達
地球の生存者たちの中から選ばれた子ども達。船内の文化はピーター・パンに基づいており、子ども達は自らをウェンディ(少女)、ロストボーイ(少年)、パン(リーダー)と呼んでいる。《保護者》達のテクノロジーによって病にかかることや妊娠することがない。
マーティン・ゴードン
主人公。リーダーを務める22歳の少年。物事を冷静に考えてから行動するタイプで支持も厚い。テレサと付き合っている。地球で過ごしていた頃は犬のゲージを飼っていた。前作『天空の劫火』の主人公アーサー・ゴードンの息子。
テレサ
マーティンと付き合っている。19歳。小柄で短い黒髪。
ウィリアム・アロウ・フェザー
マーティンと仲がいい。21歳。
アリエル
非協力的で頑固。マーティンに対して批判的。
ハンス・イーグル・オブ・ザ・ラプターズ
マーティンからリーダーを引き継ぐ。23歳で最年長。ブロンドの髪を短く刈っている。
ハキム・ハジ
探索チームのリーダー。研究とメモラスの名手。小柄な褐色の肌のイスラム教徒。
パオラ・バードソング
言語が得意でブラザーとの通訳を務める。小柄で黒髪を三つ編みにしている。
ローザ・セコイア
友人が少なく孤立している。大柄で赤毛。後に宗教家になる。

### 異星人
《殺戮者》
自己複製殺戮機械を作成し宇宙に解き放った種族。正体は不明で生存しているのか絶滅しているのかどうかも不明。子ども達は彼らを見つけ出し滅ぼそうとする。周囲の星系に数々の罠を仕掛けている。
《保護者》
自己複製殺戮機械によって滅ぼされようとする生命を救助するため、銀河中に異なる自己複製機械を派遣している異星種族。《銀河法典》に則り、生存者に復讐の手段として《法律の船》を授ける。高度なテクノロジーを持つ一方、自己複製殺戮機械に情報が漏れないよう徹底的な秘密主義を取る。
ロボット・マム
《法律の船》に常駐している銅色のロボット。高さ1mほどで円筒形、目鼻や手足はない。乗組員である子ども達に対して教育と訓練を施す。乗組員に対してはあまり干渉せず、《銀河法典》の法解釈の自由も委ねている。複数体存在し、ブラザー達の船にもブラザー達のような姿のマムが乗船している。
レッド・ツリー・ランナー
長い首、ずんぐりした胴体、2本の細い腕と4本の太い腕を持つ竜脚類のような種族。人類と同じく《法律の船》に乗って旅をしていた。レヴァイアサン星系に辿り着くが、《殺戮者》の本拠地ではないと判断し現地の住民から燃料を貰い去っていった。3つの性を持っており、生殖を伴わない類似性行為が必要で、一種の無精卵を基本的な栄養素として食料にする。次第に船内社会が不安定になり、産卵を行えない個体に対する殺人が横行し、最終的には乗組員の全員が死亡した。母星は《保護者》によって助けられたためまだ健在。
ブラザー/クミヒモ/ヒモ
人類と同じく自己複製殺戮機械によって故郷を奪われたヒモ型の群体知性種族。70cmほどの蛇のような個体が10〜20体ほど組み合わさって1つの群体を構成する。群体は長さが2〜5m、太さが50〜100cmほど。匂いと音声を使ったコミュニケーションを行う。子ども達は構成要素である個体をヒモ、構成された群体をクミヒモ、種族名をブラザーと名付けた。個体のヒモは雄にも雌にもなるが、群体のクミヒモには性別はない。クミヒモを構成するヒモの個体はいつも同じだが、数日ごとに各クミヒモが2匹のヒモを出資して同意形成者を組み立てる。それぞれの記憶を持つ同意形成者が意思決定を行い、元のクミヒモに戻ることで決定を還元する。びっくりしたりショックを受けたりするとほどけてバラバラになってしまうためクミヒモ達はヒモ達を入れる袋を携帯している。整数を使わず、無理数を基準とした数学体系を持つ。クミヒモ達はバイオリンやホルンのような楽器のように、構成要素の隙間から空気を吹き出し、脚を摩擦させて音声を作る。クミヒモの隙間で空気を振動させ群体知性であるため地球人の言葉を使う時は「わたしわれわれ」「われわれわれわれ」「わたしわれわれわたしじしん」など自身と集団を兼ねる独特な人称代名詞を使う。
ストーンメーカー
最初に人類と出会ったクミヒモ。頭の構成要素のヒモに黄色と黒の縞模様がある。
アイ・オン・スカイ
英語が上手なクミヒモ。通訳を務める。

## 設定
《法律の船》
《保護者》達が地球の残骸で創った全長500mの宇宙船。直径100mほどの3つの巨大な球体が連なった串団子のような形状で、接合部のネックにはパイプや貯蔵タンク類が付いている。マム達が偽物質(アンチ・エム)と呼ぶ物質で構成されており、サイズの割に軽量。子ども達が乗るドーントレダー号、ブラザーのジャーニーハウス号などいくつかの船が登場する。
《銀河法典》
「自己複製破壊機械を製造した文明、およびそれに関連した知性は、滅ぼされた文明によって滅ぼされなければならない」という《保護者》達が取り決めた法律。法の執行＝文明の殺戮を実行するか否かは殺戮の被害者達の手に委ねられている。
モメラス
子ども達がマムから教わった高度な計算方式。

## その他
《法律の船》内部におけるネーミングの由来。
女の子：ウェンディ(ピーター・パンに登場する少女)
男の子：ロストボーイ(ピーター・パンに登場する少年)
リーダー：パン(ピーター・パン)
副官：クリストファー・ロビン(クマのプーさんに登場する少年)
ドーントレダー号：ドーン・トレッダー号(ナルニア国物語に登場する船)

## 参照資料
1. ↑  Wagner.. “ANVIL OF STARS 1992”. SF Reviews.   sfreviews.net. 2016年11月22日閲覧。
2. ↑   天界の殺戮　下. 早川書房. (1994-10-20). ISBN 9784150110819
3. ↑  “Anvil of Stars (Forge of God #2) by Greg Bear”. Goodreads.   goodreads.com. 2016年11月22日閲覧。